# Liga Femenina de Baloncesto 2023-2024
Il campionato spagnolo di pallacanestro femminile 2023-2024 (Liga Endesa per motivi di sponsorizzazione) è stato il 61º.
Valencia Basket vinto il suo secondo titolo battendo nella serie finale il Perfumerias Avenida per 2-0.

## Stagione

### Novità
L'organico è di 16 squadre. Le retrocesse Leganés e Clarinos Tenerife vengono sostituite dalle neopromesse Universitario Ferrol e Celta Vigo, vincenti rispettivamente della stagione regolare e dei play-off della Liga Femenina Challenge.

### Regolamento
Le squadre classificate dal primo all'ottavo posto al termine della regular season si qualificano ai play-off per l'assegnazione del titolo di campione di Spagna.
Le squadre classificate al quindicesimo e sedicesimo posto retrocedono in Liga Femenina Challenge.

## Squadre partecipanti
| Squadra                 | Allenatore                        | Campo di gioco                                                           | Risultato stagione 2022-23             |
| ----------------------- | --------------------------------- | ------------------------------------------------------------------------ | -------------------------------------- |
| Valencia B.C.           | Rubén Burgos López                | Pavelló Municipal Font de San Lluís di Valencia                          | 1º posto, campione                     |
| Avenida                 | Pepe Vázquez                      | Pabellón de Würzburg di Salamanca                                        | 3º posto, finalista                    |
| Uni Girona              | Laura Antoja                      | Pabellón Municipal Girona-Fontajau di Gerona                             | 2º posto                               |
| Saragozza               | Carlos Cantero                    | Pabellón Príncipe Felipe di Saragozza                                    | 4º posto                               |
| Gernika Bizkaia         | Lucas Fernández                   | Pol. Maloste di Guernica                                                 | 5º posto                               |
| Sedis Seu d'Urgell      | Fabián Téllez                     | Palau d'Esports di La Seo de Urgel                                       | 6º posto                               |
| Barça C.B. Santfeliuenc | Isaac Fernández                   | Palau Municipal d'Esports Juan Carlos Navarro di Sant Feliu de Llobregat | 7º posto                               |
| Estudiantes             | David Gallego                     | Pabellón Antonio Magariños di Madrid                                     | 8º posto                               |
| Bembibre                | Popi González                     | Bembibre Arena di Bembibre                                               | 9º posto                               |
| Araski Vitoria          | Madelén Urieta                    | Polideportivo Mendizorrotza di Vitoria                                   | 10º posto                              |
| Ensino Lugo C.B.        | Antonio Pernas                    | Pazo Provincial Dos Desportes di Lugo                                    | 11º posto                              |
| Ibaeta                  | Aranzazu Muguruza                 | Polideportivo José Antonio Gasca di San Sebastián                        | 12º posto                              |
| Islas Canarias          | José Carlos Ramos, poi Tony Viera | Polideportivo La Paterna di Las Palmas                                   | 13º posto                              |
| Jairis                  | Eric Suris, poi Anna Montañana    | Municipal Fausto Vicent di Alcantarilla                                  | 14º posto                              |
| Universitario Ferrol    | Lino López                        | Pavillón Municipal A Malata di Ferrol                                    | 1º posto in LFC                        |
| Celta Vigo              | Cristina Cantero                  | Pabellón de Navia di Vigo                                                | 4º posto in LFC, vincente dei play-off |
|                         |                                   |                                                                          |                                        |

## Stagione regolare
Gli incontri si disputano tra il 22 settembre 2023 e il 20 aprile 2024.

### Classifica
|       | Pos. | Squadra                     | Pt | G  | V  | P  | PtF  | PtS   | Diff. | CD         |
| ----- | ---- | --------------------------- | -- | -- | -- | -- | ---- | ----- | ----- | ---------- |
|       | 1.   | Perfumerías Avenida         | 56 | 30 | 26 | 4  | 2191 | 1731  | +460  |            |
|       | 2.   | Valencia BC                 | 55 | 30 | 25 | 5  | 2119 | 1664  | +455  |            |
|       | 3.   | Casademont Zaragoza         | 54 | 30 | 24 | 6  | 2147 | 1874  | +273  |            |
|       | 4.   | Spar Girona                 | 48 | 30 | 18 | 12 | 2047 | 1872  | +175  |            |
|       | 5.   | Hozono Global Jairis        | 46 | 30 | 16 | 14 | 1961 | 1960  | +1    | 4pt.       |
|       | 6.   | Movistar Estudiantes        | 46 | 30 | 16 | 14 | 1960 | 11894 | +66   | 3pt. (+21) |
|       | 7.   | IDK Euskotren               | 46 | 30 | 16 | 14 | 1963 | 1882  | +81   | 3pt. (-21) |
|       | 8.   | BAXI Ferrol                 | 45 | 30 | 15 | 15 | 2087 | 2052  | +35   |            |
|       | 9.   | Durán Maquinaria Ensino     | 44 | 30 | 14 | 16 | 1938 | 2087  | -149  | 1-1 (+4)   |
|       | 10.  | Lointek Gernika Bizkaia     | 44 | 30 | 14 | 16 | 2038 | 2031  | +7    | 1-1 (-4)   |
|       | 11.  | Cadí La Seu                 | 42 | 30 | 12 | 18 | 2029 | 2180  | -151  | 1-1 (+5)   |
|       | 12.  | Kutxabank Araski            | 42 | 30 | 12 | 18 | 1892 | 2024  | -132  | 1-1 (-5)   |
| [ 6 ] | 13.  | Barça CBS                   | 41 | 30 | 11 | 19 | 1817 | 2032  | -215  |            |
|       | 14.  | Celta Zorka Recalvi         | 33 | 30 | 8  | 17 | 1919 | 2123  | -204  | 2-0        |
|       | 15.  | Spar Gran Canaria           | 33 | 30 | 8  | 17 | 2095 | 2242  | -147  | 2-0        |
|       | 16.  | Embutidos Pajariel Bembibre | 26 | 30 | 1  | 29 | 1742 | 2297  | -555  |            |

Legenda:
       Campione di Spagna.
      Ammesse ai play-off scudetto.
  Ammesse ai play-off.
      Retrocessa in LFC.
  Vincitrice della Coppa de la Reina 2024.
  Vincitrice della Supercoppa.
Regolamento:
Due punti a vittoria, uno a sconfitta.
In caso di parità di punteggio, contano gli scontri diretti e la classifica avulsa.

## Risultati
|                 | ASE    | ARA      | AVE   | BEM      | CBS   | CEL   | ENS    | EST      | FER      | GBZ      | GCA      | GIR   | IBA   | JAI   | VAL   | ZAR   |
| --------------- | ------ | -------- | ----- | -------- | ----- | ----- | ------ | -------- | -------- | -------- | -------- | ----- | ----- | ----- | ----- | ----- |
| AE Sedis        |        | 89–83 TS | 67–59 | 84–67    | 62–71 | 74–69 | 46–57  | 68–63    | 93–76    | 68–59    | 99–95 TS | 59–72 | 45–57 | 69–60 | 60–74 | 84–76 |
| Araski AES      | 77–76  |          | 61–74 | 60–50    | 67–69 | 68–57 | 68–71  | 58–64    | 66–71    | 75–72    | 64–56    | 72–65 | 58–71 | 73–67 | 79–91 | 53–62 |
| CB Avenida      | 65–59  | 77–57    |       | 86–60    | 67–52 | 76–44 | 82–61  | 83–54    | 78–65    | 67–38    | 72–52    | 68–52 | 81–50 | 76–58 | 71–56 | 74–78 |
| Bembibre        | 71–88  | 48–78    | 57–73 |          | 59–52 | 53–61 | 74–78  | 52–67    | 42–70    | 44–80    | 78–87    | 57–86 | 52–89 | 55–73 | 55–70 | 71–85 |
| Barça CBS       | 66–63  | 59–53    | 49–60 | 58–39    |       | 59–70 | 66–50  | 55–70    | 70–75    | 79–72 TS | 45–75    | 72–70 | 55–77 | 57–64 | 42–92 | 63–66 |
| Celta           | 79–68  | 61–66    | 80–77 | 94–57    | 73–66 |       | 71–76  | 59–67    | 83–78 TS | 69–79    | 78–66    | 75–84 | 55–93 | 51–59 | 48–73 | 67–73 |
| Ensino Lugo     | 62–69  | 53–57    | 51–93 | 78–72    | 85–60 | 68–55 |        | 44–59    | 68–67    | 78–60    | 77–68    | 54–77 | 58–65 | 75–80 | 66–62 | 70–75 |
| Estudiantes     | 76–58  | 65–56    | 63–69 | 72–49    | 64–53 | 61–47 | 74–68  |          | 71–82    | 75–58    | 68–55    | 56–65 | 71–61 | 62–67 | 59–64 | 71–75 |
| Uni Ferrol      | 81–67  | 72–53    | 39–64 | 75–67 TS | 78–69 | 83–63 | 67–69  | 71–63    |          | 63–64    | 83–91    | 46–69 | 65–60 | 67–56 | 55–66 | 69–71 |
| Gernika Bizkaia | 78–64  | 64–66 TS | 80–73 | 80–74    | 68–71 | 73–64 | 71–57  | 76–71 TS | 66–75    |          | 98–59    | 64–74 | 59–77 | 63–69 | 84–64 | 64–56 |
| Gran Canaria    | 98–59  | 83–59    | 68–88 | 75–69    | 65–84 | 67–80 | 72–83  | 78–72    | 61–78    | 55–68    |          | 64–83 | 75–67 | 76–63 | 54–77 | 57–75 |
| Girona Basket   | 83–56  | 52–63    | 62–66 | 90–57    | 76–54 | 57–64 | 74–47  | 60–78    | 87–74    | 71–65    | 78–73    |       | 63–50 | 67–56 | 47–57 | 50–60 |
| CD Ibaeta       | 55–49  | 73–47    | 61–65 | 64–60    | 59–48 | 77–57 | 70–63  | 62–73    | 58–66    | 58–54    | 82–76    | 57–78 |       | 74–64 | 63–70 | 60–70 |
| CB Jairis       | 78–65  | 77–67    | 44–73 | 73–48    | 64–66 | 77–63 | 65–50  | 67–59    | 75–73    | 55–66    | 61–66    | 69–65 | 67–61 |       | 74–72 | 60–71 |
| Valencia Basket | 72–59  | 74–35    | 44–61 | 80–43    | 69–51 | 76–47 | 102–41 | 55–33    | 79–66    | 72–59    | 73–60    | 74–52 | 72–47 | 59–52 |       | 60–47 |
| Basket Zaragoza | 101–62 | 61–53    | 69–73 | 91–62    | 80–56 | 72–38 | 66–80  | 79–59    | 63–57    | 88–56    | 81–68    | 65–38 | 66–65 | 71–67 | 54–70 |       |

## Play-off
Le gare di andata dei quarti di finale si sono disputate il 24 e il 25 aprile, quelle di ritorno il 27 e il 28 aprile 2023; le semifinali dal 2 al 5 aprile.
La serie finale si è disputata il 9 e il 12 maggio.
|  | Quarti di finale | Quarti di finale     | Quarti di finale | Quarti di finale    | Quarti di finale |    |     | Semifinali          | Semifinali | Semifinali | Semifinali | Semifinali |  |  | Finale | Finale | Finale | Finale | Finale | Finale |  |
|  |                  |                      |                  |                     |                  |    |     |                     |            |            |            |            |  |  |        |        |        |        |        |        |  |
|  | 1.               | Perfumerías Avenida  | 49               | 87                  | 136              |    |     |                     |            |            |            |            |  |  |        |        |        |        |        |        |  |
|  | 1.               | Perfumerías Avenida  | 49               | 87                  | 136              |    |     |                     |            |            |            |            |  |  |        |        |        |        |        |        |  |
|  | 8.               | Baxi Ferrol          | 61               | 69                  | 130              |    |     |                     |            |            |            |            |  |  |        |        |        |        |        |        |  |
|  | 8.               | Baxi Ferrol          | 61               | 69                  | 130              |    | 1.  | Perfumerías Avenida | 61         | 82         | 143        |            |  |  |        |        |        |        |        |        |  |
|  |                  |                      |                  |                     |                  |    | 1.  | Perfumerías Avenida | 61         | 82         | 143        |            |  |  |        |        |        |        |        |        |  |
|  |                  |                      | 4.               | Spar Girona         | 73               | 51 | 124 |                     |            |            |            |            |  |  |        |        |        |        |        |        |  |
|  | 4.               | Spar Girona          | 4.               | Spar Girona         | 73               | 51 | 124 | 60                  | 70         | 130        |            |            |  |  |        |        |        |        |        |        |  |
|  | 4.               | Spar Girona          |                  |                     |                  |    |     |                     |            | 130        |            |            |  |  |        |        |        |        |        |        |  |
|  | 5.               | Hozono Global Jairis | 50               | 47                  | 97               |    |     |                     |            |            |            |            |  |  |        |        |        |        |        |        |  |
|  | 5.               | Hozono Global Jairis | 50               | 47                  | 97               |    | 1.  | Perfumerías Avenida | 48         | 44         |            | 0          |  |  |        |        |        |        |        |        |  |
|  |                  |                      |                  |                     |                  |    |     |                     |            |            |            |            |  |  |        |        |        |        |        |        |  |
|  |                  |                      | 2.               | Valencia Basket     | 67               | 61 |     | 2                   |            |            |            |            |  |  |        |        |        |        |        |        |  |
|  | 2.               | Valencia Basket      | 2.               | Valencia Basket     | 67               | 61 | 60  | 2                   | 79         | 139        |            |            |  |  |        |        |        |        |        |        |  |
|  | 2.               | Valencia Basket      |                  |                     |                  |    |     |                     |            |            |            |            |  |  |        |        |        |        |        |        |  |
|  | 7.               | IDK Euskotren        | 59               | 69                  | 128              |    |     |                     |            |            |            |            |  |  |        |        |        |        |        |        |  |
|  | 7.               | IDK Euskotren        | 59               | 69                  | 128              |    | 2.  | Valencia Basket     | 80         | 80         | 160        |            |  |  |        |        |        |        |        |        |  |
|  |                  |                      |                  |                     |                  |    | 2.  | Valencia Basket     | 80         | 80         | 160        |            |  |  |        |        |        |        |        |        |  |
|  |                  |                      | 3.               | Casademont Zaragoza | 53               | 60 | 113 |                     |            |            |            |            |  |  |        |        |        |        |        |        |  |
|  | 3.               | Casademont Zaragoza  | 3.               | Casademont Zaragoza | 53               | 60 | 113 | 65                  | 62         | 127        |            |            |  |  |        |        |        |        |        |        |  |
|  | 3.               | Casademont Zaragoza  |                  |                     |                  |    |     |                     |            | 127        |            |            |  |  |        |        |        |        |        |        |  |
|  | 6.               | Movistar Estudiantes | 74               | 47                  | 121              |    |     |                     |            |            |            |            |  |  |        |        |        |        |        |        |  |

## Verdetti
- Campione di Spagna: Valencia B.C. (2º titolo)
- Retrocessa in Liga Feminina Challenge:  Barça CBS[6] e Embutidos Pajariel Bembibre.
- Vincitrice Coppa de la Reina: Valencia B.C. (1º titolo)[8]
- Vincitrice Supercoppa: Valencia B.C. (2º titolo)[9]